# Спасение на нацията (Букурещ)
Националната катедрала в Букурещ (на румънски: Catedrala Națională din București), също известна като Катедрала „Спасение на нацията“ (на румънски: Catedrala Mântuirii Neamului, произнася се Катедрала мънтуирии нямулуи), е православна катедрала, която се строи в румънската столица Букурещ. Това е най-високата и най-голямата (като обем) православна черква в света. Със своите 135 m височина тя надминава с почти 32 метра катедралата „Христос Спасител“ в Москва (103,4 m), която е предишната най-висока православна катедрала в света. С вътрешния си обем от 323 000 m3 „Спасение на нацията“ изпреварва с 63 000 m3 катедралата „Свети Исаакий Далматски“ в Санкт Петербург (260 000 куб. м.), която беше предишната най-голяма (като обем) православна катедрала в света. А с вътрешната си площ от 6100 квадратни метра. „Спасение на нацията“ е втората най-голяма православна катедрала в света (по площ) след „Свети Исаакий Далматски“ в Санкт Петербург (7000 m2). Катедралата „Спасение на нацията“ има вторият по височина купол в света (104 метра отвътре и 125 метра отвън) след базиликата „Св. Петър“ в Рим и е третата най-висока куполна черква (и въобще сграда с купол) в света.

## История
Проектът за построяването на катедралата е спечелен след обществен конкурс, проведен на 3 етапа. За победител в конкурса е определен архитект Йоан Аугустин.
Идеята за изграждане на национален катедрален храм на Румънската православна църква не е нова – тя се ражда още в първите години след Първата световна война, от когато датират и първите скици и проекти на архитекти от този период (най-известният проект от това време е този на арх. Петре Антонеску). Тази идея е горещо подкрепяна от тогавашния румънски патриарх Мирон Кристя. Трябва да се отбележи, че желанието за изграждане на една национална църква, която да е символ на цялата нация, не принадлежи единствено на православното вероизповедание. Тя има последователи и в протестантския свят (в Белгия е изградена такава катедрала, но популярността ѝ е сравнително ограничена).
Забравен по времето на комунизма, проектът се завръща след 1989 г. с идеята катедралата да бъде изградена на площад „Унирии“ – един от централните и най-големи площади на Букурещ. Проектът обаче е отхвърлен от определени кръгове (включително църковни и на архитекти), които твърдят, че това е непосилно голяма инвестиция и че изграждането на подобна постройка в един от комуникационните възли на столицата е неоправдано. Друг аргумент е, че църквите, изоставени по времето на комунизма, все още не са възстановени, а за архитектите, занимаващи се с градоустройство, проблемът е, че ще е трудно да се намери нов маршрут за трамвайните линии, обслужващи югозападния и североизточен край на столицата, тъй като по тази ос няма линия на метрото. Други протести идват от група изкуствоведи и архитекти, които смятат, че изграждането на подобна катедрала не е част от румънската традиция.
Предвижда се общата площ да е 11 хектара, върху 5 от които да е разположена сградата.

## Проект
Темата на конкурса постоянно се изменя заради промените на местоположението на катедралата. Понастоящем мястото, на което вече е поставен крайъгълният камък и е изградено първото ниво, е зад Палатата на парламента, на хълма Арсенал (на румънски: dealul Arsenalului). Други изисквания, поставени при конкурса, са: капацитетът на сградата да е 5000 души, да има място за хор от 300 души, в приземния етаж да има мултифункционална зала и музейно пространство за 2000 души със санитарни възли и гардеробна. Максималната височина при кръста над катедралата трябва да е 90 метра.
Друг проект предвижда височина от 114 м Размерите на сградата предизвикват многобройни коментари, включително и във френския вестник „Фигаро“, който нарича проекта „фараонски“ и „съответстващ на мегаломанията на Николае Чаушеску“.
За изграждането на катедралата е необходимо първо да бъде приет закон, с който терен собственост на държавата да се дари на Румънската православна църква.
Сегашното решение за изграждане на катедралата на място на Паметника на героите в парк „Карол“ предизвика многобройни протести и спорове.

## Финансиране
Към 2006 г. цената на проекта според в-к „Evenimentul Zilei“ е над € 500 милиона (включително цената на терена),, докато Le Figaro през 2008 г. сочи сумата от € 1 милиард.
Правителството обявява, че ще дари 30 милиона леи (€ 8 милиона), а румънският парламент приема закон, според който половината от стойността на катедралата ще бъде платена от държавния бюджет.
Крайната цена ще бъде определена едва при приключването на проекта.